# Saison 9 de La Boîte à musique
Chronologie
Saison 8 Saison 10
Cet article présente les épisodes de la neuvième saison de l'émission de télévision La Boîte à musique.

## Présentation
La saison, composée de cinq émissions, est diffusée du 1er au 29 août 2014. Chaque émission est centrée sur un thème.
L'émission du vendredi 1er août 2014 attire 900 000 téléspectateurs, soit 7,5 % de part de marché, ce qui constitue un record d'audience depuis août 2009.

## Liste des émissions

### Vendredi1eraoût 2014:Guerre et Paix
À l'occasion du centenaire de la Première Guerre mondiale, Jean-François Zygel et ses invités explorent les musiques en rapport avec la guerre.
Invités
Julien Lepers (animateur), Philippe Vandel (journaliste) et André Comte-Sponville (philosophe).
Interprète principal
Chœur de l'Armée française, direction : Aurore Tillac.
Le Quiz
sur les marches militaires
- Marche militaire n°1 en ré majeur de Franz Schubert (trouvé par Julien Lepers) ;
- Chevauchée des Walkyries, extrait de l'opéra Die Walküre de Richard Wagner (trouvé par Julien Lepers) ;
- La Marche impériale (Thème de Dark Vador), extrait de la musique de Star Wars de John Williams (trouvé par Philippe Vandel) ;
- Marche du régiment de Turenne de Jean-Baptiste Lully, thème identique à La Marche des rois et à L'Arlésienne de Georges Bizet (trouvé par le public) ;
- Marche de Radetzky de Johann Strauss (père) (trouvé par Julien Lepers) ;
- Marche turque, 3e mouvement de la Sonate pour piano no 11 de Mozart (trouvé par André Comte-Sponville).

Morceaux interprétés
- Gloire immortelle de nos aïeux, extrait de l'opéra Faust de Charles Gounod, par le Chœur de l'Armée française ;
- Air de La Fille du régiment de Gaetano Donizetti, par Elisa Cenni (soprano), Jean-François Zygel (piano) et le Chœur de l'Armée française ;
- Polonaise militaire (Polonaise no 1 en la majeur op.40) de Frédéric Chopin, par Goran Filipec (piano) ;
- Polonaise héroïque (Polonaise op.53) de Frédéric Chopin, par Goran Filipec (piano) ;
- Sonate pour piano no 7 de Prokofiev, par Goran Filipec (piano) ;
- 1er solo du Concerto pour la main gauche de Maurice Ravel, par Goran Filipec (piano) ;
- Ah que j'aime les militaires, extrait de l'opéra La Grande-duchesse de Gérolstein de Jacques Offenbach, par Isabelle Druet (mezzo-soprano), Jean-François Zygel (piano) et le Chœur de l'Armée française ;
- Evviva! Beviam!, extrait de l'opéra Ernani de Giuseppe Verdi, par le Chœur de l'Armée française ;
- Chœur des prisonniers, extrait de l'opéra Fidelio de Ludwig van Beethoven, par le Chœur de l'Armée française ;
- Non più andrai, extrait de l'opéra Les Noces de Figaro de Wolfgang Amadeus Mozart, par Thomas Dolié (basse) et Jean Rondeau (clavecin) ,
- Les Caractères de la Guerre de Jean-François Dandrieu, par Jean Rondeau (clavecin) ;
- La Triomphante de François Couperin, par Jean Rondeau (clavecin) ;
- La Triomphante, extrait de la Suite en la du Troisième livre de pièces de clavecin de Jean-Philippe Rameau, par Jean Rondeau (clavecin) ;
- La marche des Scythes de Joseph Nicolas Pancrace Royer, par Jean Rondeau (clavecin) ;
- Extraits de La Bataille de Marignan de Clément Janequin, par l'ensemble vocal Les VoiZ'Animées ;
- Le Chant des partisans d'Anna Marly, par le Chœur de l'Armée française ;
- La Marseillaise de Rouget de Lisle, par le Chœur de l'Armée française.

L'Instrument rare
Le clairon. Présenté par le lieutenant-colonel Antoine Langagne et l'adjudant Éric Lemonnier de la Musique de la Garde Républicaine. L'Adjudant exécute les différentes sonneries réglementaires de l'Armée française : « Le Réveil », « Sonnerie aux morts », « La Soupe », « Cessez-le-feu » et « Extinction des feux ». Michel Rouger, directeur du Musée de la Grande Guerre du pays de Meaux, présentent des instruments faits par les soldats dans les tranchées à partir de matériel militaire.
La Mécanique d'un tube
La Marseillaise de Rouget de Lisle.

### Vendredi 8 août 2014:Sacrée Soirée
Jean-François Zygel et ses invités partent en voyage à la découverte de la musique sacrée.
Invités
François Berléand (acteur), Corinne Touzet (actrice), Christian Morin (journaliste).
Interprète vedette
Maîtrise de Paris, direction : Patrick Marco.
Le Quiz
- Alléluia, extrait du Messie de Georg Friedrich Haendel (trouvé par François Berléand) ;
- Ave verum de Wolfgang Amadeus Mozart ;
- Jésus que ma joie demeure, extrait de la cantate Herz und Mund und Tat und Leben de Jean-Sébastien Bach (trouvé par Christian Morin) ;
- Ave Maria de Franz Schubert (trouvé par Christian Morin) ;
- Te Deum de Marc-Antoine Charpentier (trouvé par François Berléand) ;
- Lacrimosa, extrait du Requiem de Mozart (trouvé par François Berléand).

Morceaux interprétés
- A clare benediction de John Rutter, par la Maîtrise de Paris ;
- Tuba mirum, extrait du Requiem de Mozart, par Julie Mathevet (soprano), Yete Queiroz (mezzo-soprano), Julien Behr (ténor), Renaud Delaigue (basse) et Fabrice Millischer (sacqueboute) ;
- Chant du ménestrel d'Alexandre Glazounov, par Fabrice Millischer (trombone) et Jean-François Zygel (piano) ;
- Psaume 23 de Franz Schubert, par la Maîtrise de Paris ;
- Stabat Mater de Giovanni Battista Pergolesi, par Julie Mathevet (soprano), Yete Queiroz (mezzo-soprano) et Jean-François Zygel (orgue) ;
- Ave Maria de Charles Gounod sur un prélude de Johann Sebastian Bach, par la Maîtrise de Paris et Jean-François Zygel (piano) ;
- Les Anges d'Erik Satie, par la Maîtrise de Paris et Jean-François Zygel (piano) ;
- Petite messe solennelle de Gioachino Rossini, par Julien Behr (ténor) et Jean-François Zygel (piano) ;
- Piangi ingrato core, par l'ensemble Doulce mémoire ;
- Wala witanam, par l'ensemble Doulce mémoire, Nader Aghakhani (târ) et Taghi Akhbari (chant).

L'Instrument rare
Flûtes précolombiennes. Le flûtiste Pierre Hamon joue de différentes flûtes précolombiennes, vieilles de près de 3 000 ans, utilisées lors de rites religieux ou chamaniques.
La Mécanique d'un tube
Ave Maria de Charles Gounod sur le premier prélude du premier livre du Clavier bien tempéré de Johann Sebastian Bach.

### Vendredi 15 août 2014:Les Feux de l'amour
Jean-François Zygel et ses invités découvrent l'amour et la passion en musique.
Invités
Pierre Perret (chanteur), Joyce Jonathan (chanteuse) et Isabelle Mergault (actrice).
Interprète principal
Ensemble Les Solistes, direction : Victorien Vanoosten.
Le Quiz
- Impromptu no 3 de Franz Schubert (compositeur trouvé par Joyce Jonathan) ;
- Rêve d'amour no 3 de Franz Liszt ;
- Clair de lune, extrait de la Suite bergamasque de Claude Debussy (compositeur trouvé par Isabelle Mergault) ;
- Sonate pour piano no 8 en do mineur « Pathétique » de Ludwig van Beethoven (compositeur trouvé par Isabelle Mergault) ;
- Nocturne op.9 no 2 en mi bémol majeur de Frédéric Chopin (compositeur trouvé par Isabelle Mergault) ;
- Concerto pour piano no 2 en do mineur de Sergueï Rachmaninov.

Morceaux interprétés
- Septième valse noble et sentimentale de Maurice Ravel, par l'ensemble Les Solistes ;
- Duo de Papageno et Papagena, extrait de La Flûte enchantée de Wolfgang Amadeus Mozart, par Aurélia Legay (soprano), Laurent Naouri (baryton) et l'ensemble Les Solistes ;
- Chants d'oiseaux (pinson, pigeon, rossignol), par Johnny Rasse (chanteur d'oiseau), Jean Boucault (chanteur d'oiseau) et Jean-François Zygel (piano) ;
- Deh vieni alla finestra (Sérénade), extrait de Don Juan de Wolfgang Amadeus Mozart, par Laurent Naouri (baryton), Julien Martineau (mandoline) et l'ensemble Les Solistes ;
- Troisième prélude pour mandoline seule de Raffaele Calace, par Julien Martineau (mandoline) ;
- Sonatine en ut majeur de Ludwig van Beethoven, par Julien Martineau (mandoline) et Jean-François Zygel (piano) ;
- Morgen! de Richard Strauss, par Aurélia Legay (soprano) et l'ensemble Les Solistes ;
- Version jazz de Un jour mon prince viendra de Frank Churchill, par Guillaume de Chassy (piano) ;
- Air de Porgy and Bess de George Gershwin, par Guillaume de Chassy (piano) ;
- My Romance de Richard Rodgers et Lorenz Hart, par Laurent Naouri (baryton) et Guillaume de Chassy (piano) ;
- Prélude à l'après-midi d'un faune de Claude Debussy, par l'ensemble Les Solistes ;
- Chanson romanesque, extrait de Don Quichotte à Dulcinée de Maurice Ravel, par Laurent Naouri (baryton) et Jean-François Zygel (piano) ;
- La Flûte enchantée, extrait de Shéhérazade de Maurice Ravel, par Aurélia Legay (soprano) et l'ensemble Les Solistes ;
- Improvisation sur À la claire fontaine, par Jean-François Zygel (piano) ;
- Tsone Milo Tchedo (chant bulgare), par l'ensemble vocal Balkanes ;
- Los caminos de Sirkedji (Les chemins de Sirkedji) (chant séfarade), par l'ensemble vocal Balkanes et David Bruley (percussions) ;
- Trois valses extraites des Liebeslieder Walzer de Johannes Brahms, par Victorien Vanoosten et Jean-François Zygel (piano).

La Mécanique d'un tube
Deuxième mouvement du Concerto pour clarinette en la majeur de Wolfgang Amadeus Mozart.

### Vendredi 22 août 2014:La Nuit des morts-vivants
Jean-François Zygel et ses invités partent en incursion dans le monde du fantastique.
Invités
Chantal Ladesou (humoriste), Eglantine Eméyé (animatrice) et Natacha Polony (journaliste).
Interprète principal
l'ensemble Furians (orchestre de 50 musiciens), direction Pierre Dumoussaud.
Le Quiz
- L'Apprenti sorcier de Paul Dukas ;
- Don Giovanni, a cenar teco (scène du Commandeur), extrait de Don Juan de Wolfgang Amadeus Mozart ;
- Mesto, rigido e cerimoniale (deuxième pièce), extrait de Musica ricercata de György Ligeti ;
- Dies irae, extrait de la Symphonie fantastique d'Hector Berlioz ;
- Danse infernale du roi Kachtcheï, extrait de L'Oiseau de feu d'Igor Stravinsky.

Morceaux interprétés
- Danse de Phryné, extrait de Faust de Charles Gounod, par l'ensemble Furians ;
- Une nuit sur le mont Chauve de Modeste Moussorgski, par l'ensemble Furians ;
- Air de la Reine de la nuit, extrait de La Flûte enchantée de Wolfgang Amadeus Mozart, par Cornelia Götz (soprano) et l'ensemble Furians ;
- La Ronde des lutins d'Antonio Bazzini, par Svetlin Roussev (violon) et Jean-François Zygel (piano) ;
- Dans l'antre du roi de la montagne, extrait de Peer Gynt d'Edvard Grieg, par l'ensemble Furians ;
- Scherzo, extrait de Le Songe d'une nuit d'été de Felix Mendelssohn, par l'ensemble Furians ;
- Improvisation jazz sur le thème de la série Game of Thrones de Ramin Djawadi, par Yaron Herman (piano) ;
- Dans les rôles d'amoureux langoureux, extrait de Les Contes d'Hoffmann de Jacques Offenbach, par Kristian Paul (baryton) et Jean-François Zygel (piano) ;
- Le veau d'or est toujours debout, extrait de Faust de Charles Gounod, par Kristian Paul (baryton) et l'ensemble Furians ;
- Première Mephisto-Valse de Franz Liszt, par Tristan Pfaff (piano) ;
- La Danse macabre de Camille Saint-Saëns, par Kristian Paul (baryton) et Jean-François Zygel (piano) ;
- La Danse macabre de Camille Saint-Saëns, par Svetlin Roussev (violon) et l'ensemble Furians ;
- Galop infernal, extrait d'Orphée aux Enfers de Jacques Offenbach, par Tristan Pfaff et Jean-François Zygel (piano).

L'Instrument rare
Les ondes Martenot, présentées par Thomas Bloch.
La Mécanique d'un tube
La Danse macabre de Camille Saint-Saëns.